# Apophua tobensis
Apophua tobensis là một loài tò vò trong họ Ichneumonidae.